# Емануел Мирчев
Емануел Мирчев е български футболист, полузащитник, който играе за германския Хесен Касел.

## Кариера
Мирчев е възпитаник на академията на Хамбургер. Той преминава в германския третодивизионен клуб СК Ферл през юни 2021 г. Прави своя професионален дебют за клуба на 25 юли при нулево равенство срещу Тюркгюджю Мюнхен.

### Национален отбор
Мирчев е бивш юношески национал на Германия. Той играе приятелски мач за отбора до 15 години през 2017 г. Избира да играе за България през 2019 г. и я представлява в квалификациите за Европейското първенство за младежи до 19 г.

## Личен живот
Мирчев е роден в българско семейство, което е емигрирало в Германия през 1991 г.